# Amnirana nicobariensis
Espèce
Synonymes
- Hyla bilineata Daudin, 1801
- Hylorana nicobariensis Stoliczka, 1870
- Hylarana nicobariensis (Stoliczka, 1870)
- Rana macularia var. javanica Horst, 1883
- Rana erythraea var. elongata Werner, 1892
- Rana lemniscata Boettger, 1893
- Rana sanchezi Taylor, 1920
- Rana suluensis Taylor, 1920

Statut de conservation UICN

 LC  : Préoccupation mineure
Amnirana nicobariensis est une espèce d'amphibiens de la famille des Ranidae.

## Répartition
Cette espèce se rencontre jusqu'à 1 200 m d'altitude :
- en Inde dans les îles Nicobar ;
- en Thaïlande ;
- en Malaisie péninsulaire et Malaisie orientale ;
- en Indonésie sur les îles de Bali, de Java, de Sumatra et au Kalimantan ;
- aux Philippines sur l'île de Palawan et dans l'archipel de Sulu.

Sa présence est incertaine au Brunei.

## Étymologie
Son nom d'espèce, composé de nicobar(i) et du suffixe latin -ensis, « qui vit dans, qui habite », lui a été donné en référence au lieu de sa découverte, les îles Nicobar.

## Publication originale
- Stoliczka, 1870 : « Observations on some Indian and Malayan Amphibia and Reptilia ». Proceedings of the Asiatic Society of Bengal, vol. 1870, p. 103–109 (texte intégral).